# コロンブスの卵 (シルエットパズル)

コロンブスの卵のピース構成（赤い線の部分）と作図法。

コロンブスの卵（コロンブスの卵、ドイツ語Ei Des Columbus）は、与えられた9片で指定された図を作るシルエットパズルである。

## 歴史
このパズルは19世紀に誕生した。
クリストファー・コロンブスのアメリカ大陸発見400周年を記念したシカゴ万国博覧会が開催された1893年に、ドイツのリヒター社より発売された。
1912年にリヒターは、ピースの内容は同じで装丁と問題を変更したWunderei（「驚きの卵」）を発売している。これは英語圏では「マジック・エッグ」という名前で発売されている。
1963年にリヒター社によるオリジナルが生産中止になった（同社は翌年倒産）が、その後も他のメーカーによって同じパズルが販売されていた。20世紀末にリヒター社が再設立されたため、1997年より同社による復刻版も販売されている。2009年には、装丁を変更した"Shillers Kopf"（シラーの頭）という商品も作られている。

## 構成
コロンブスの卵は、5種9片で構成される。
- 三角形（直角二等辺三角形）
  - 小（短辺{\displaystyle 2-{\sqrt {2}}}） 1片
  - 大（短辺 1） 2片
- 円弧を含む形
  - 扇形（半径{\displaystyle 2-{\sqrt {2}}}・中心角 45度） 2片
  - 扇形（半径 1・中心角 90度）から三角形（小三角形の半分）を除いた形 2片
  - 扇形（半径 2・中心角 45度）から三角形（大三角形の2倍）を除いた形 2片

## 造形

コロンブスの卵による造形の例

この9片を用いて、タイトルになっている「卵」の形を作ることができる。この卵型は"Moss's Egg"と呼ばれる図形の1つである。
他にもさまざまな造形ができるが、卵のイメージから鳥の形を作る問題が多い。このパズルがマジック・エッグの名前で発売されたときには、100種以上の鳥のシルエットが出題されていた。
このセットで作るのは簡単だが片の形が違う模造品では作りにくくなっている問題が存在する。「コロンブスの卵」の問題3（人魂型）はその例の1つで、小さい扇形の半径が正確でないときれいに組めなくなっている。
このセットだけでなく、タングラムやサーキュラーパズルと組み合わせて図を作る問題も存在する。

## 卵形のシルエットパズル
卵形をベースにした他の作品には、8片のKiebitz-Ei（リヒター）や、12片のCundy and Rollett's Eggなどがある。後者にはコロンブスの卵と同様鳥や蛇の造形例がある。